# Saint-Martial (Charente-Maritime)
Pour les articles homonymes, voir Saint-Martial.
Saint-Martial est une commune du Sud-Ouest de la France située dans le département de la Charente-Maritime, en région Nouvelle-Aquitaine.
Ses habitants sont appelés les  Saint-Martialais  et les Saint-Martialaises.

## Géographie
La commune de Saint-Martial est située entre les deux bourgs de Loulay et d'Aulnay, sur la rive droite de la Boutonne (qui coule à l'est de la commune). C'est d'ailleurs dans l'est de la commune que se trouvent les deux principaux hameaux de la commune : la Grève (où se trouve la mairie) et la Petite Vaillette.
Le relief est marqué au centre de la commune par une colline, dont le point culminant est à 61 mètres d'altitude. C'est sur cette colline qu'a été construite l'église Saint-Martial ; non loin de cette colline, au nord-ouest, on trouve le hameau des Martins ; au sud de la commune se trouve le hameau des Sauzets.

### Communes limitrophes
|                   | Coivert                |                      |
| La Jarrie-Audouin | Saint-Martial          | Blanzay-sur-Boutonne |
|                   | Saint-Pierre-de-l'Isle |                      |

## Urbanisme

### Typologie
Au 1er janvier 2024, Saint-Martial est catégorisée commune rurale à habitat dispersé, selon la nouvelle grille communale de densité à 7 niveaux définie par l'Insee en 2022.
Elle est située hors unité urbaine et hors attraction des villes,.

### Occupation des sols
L'occupation des sols de la commune, telle qu'elle ressort de la base de données européenne d’occupation biophysique des sols Corine Land Cover (CLC), est marquée par l'importance des territoires agricoles (94,3 % en 2018), une proportion identique à celle de 1990 (94,3 %). La répartition détaillée en 2018 est la suivante : 
terres arables (83,4 %), zones agricoles hétérogènes (10 %), milieux à végétation arbustive et/ou herbacée (3,6 %), forêts (2,1 %), prairies (1 %). L'évolution de l’occupation des sols de la commune et de ses infrastructures peut être observée sur les différentes représentations cartographiques du territoire : la carte de Cassini (XVIIIe siècle), la carte d'état-major (1820-1866) et les cartes ou photos aériennes de l'IGN pour la période actuelle (1950 à aujourd'hui).

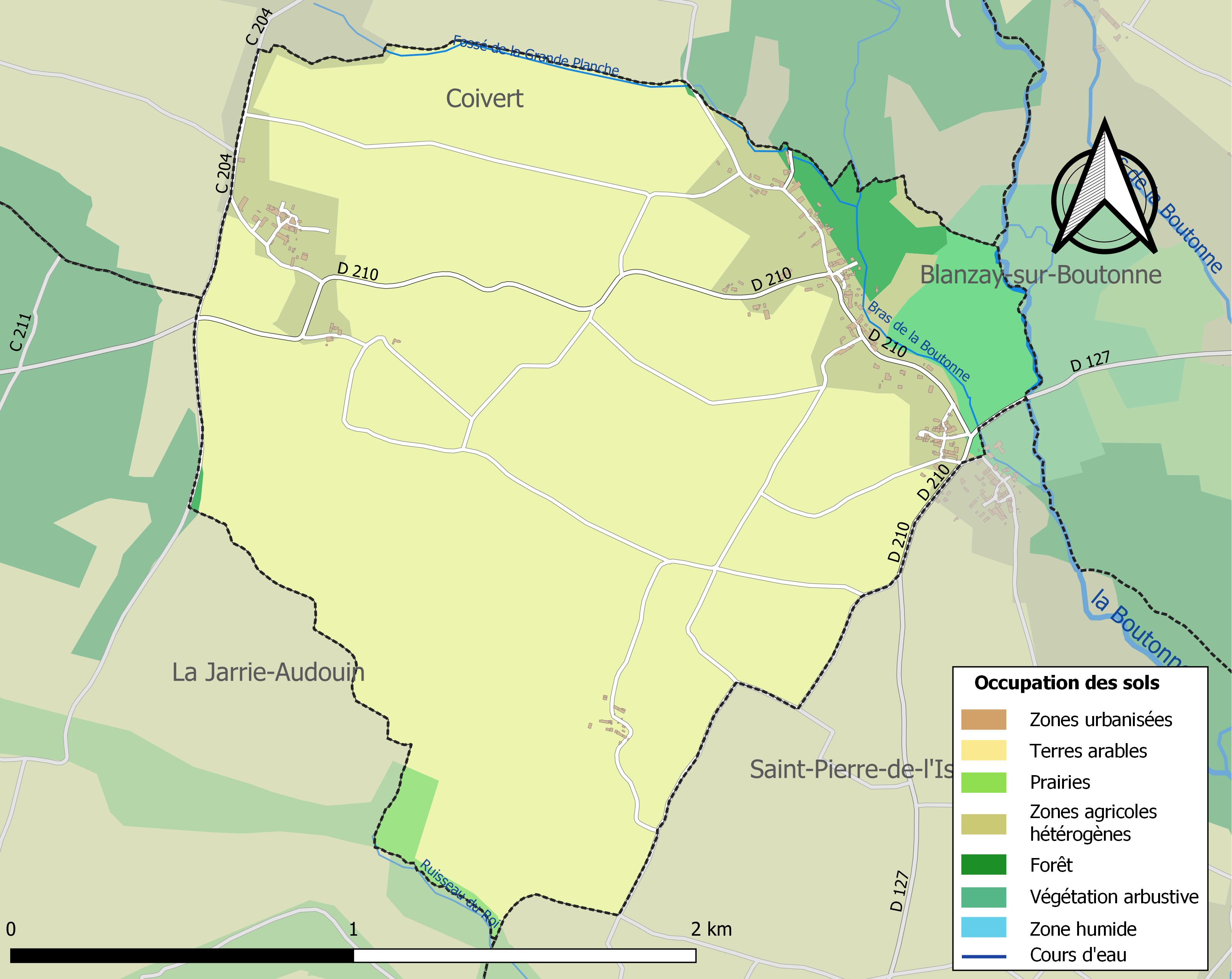
Carte des infrastructures et de l'occupation des sols de la commune en 2018 (CLC).

### Risques majeurs
Le territoire de la commune de Saint-Martial est vulnérable à différents aléas naturels : météorologiques (tempête, orage, neige, grand froid, canicule ou sécheresse), inondations, mouvements de terrains et séisme (sismicité modérée). Il est également exposé à un risque technologique,  le transport de matières dangereuses. Un site publié par le BRGM permet d'évaluer simplement et rapidement les risques d'un bien localisé soit par son adresse soit par le numéro de sa parcelle.

#### Risques naturels
Certaines parties du territoire communal sont susceptibles d’être affectées par le risque d’inondation par débordement de cours d'eau, notamment la Boutonne. La commune a été reconnue en état de catastrophe naturelle au titre des dommages causés par les inondations et coulées de boue survenues en 1982, 1999 et 2010,.

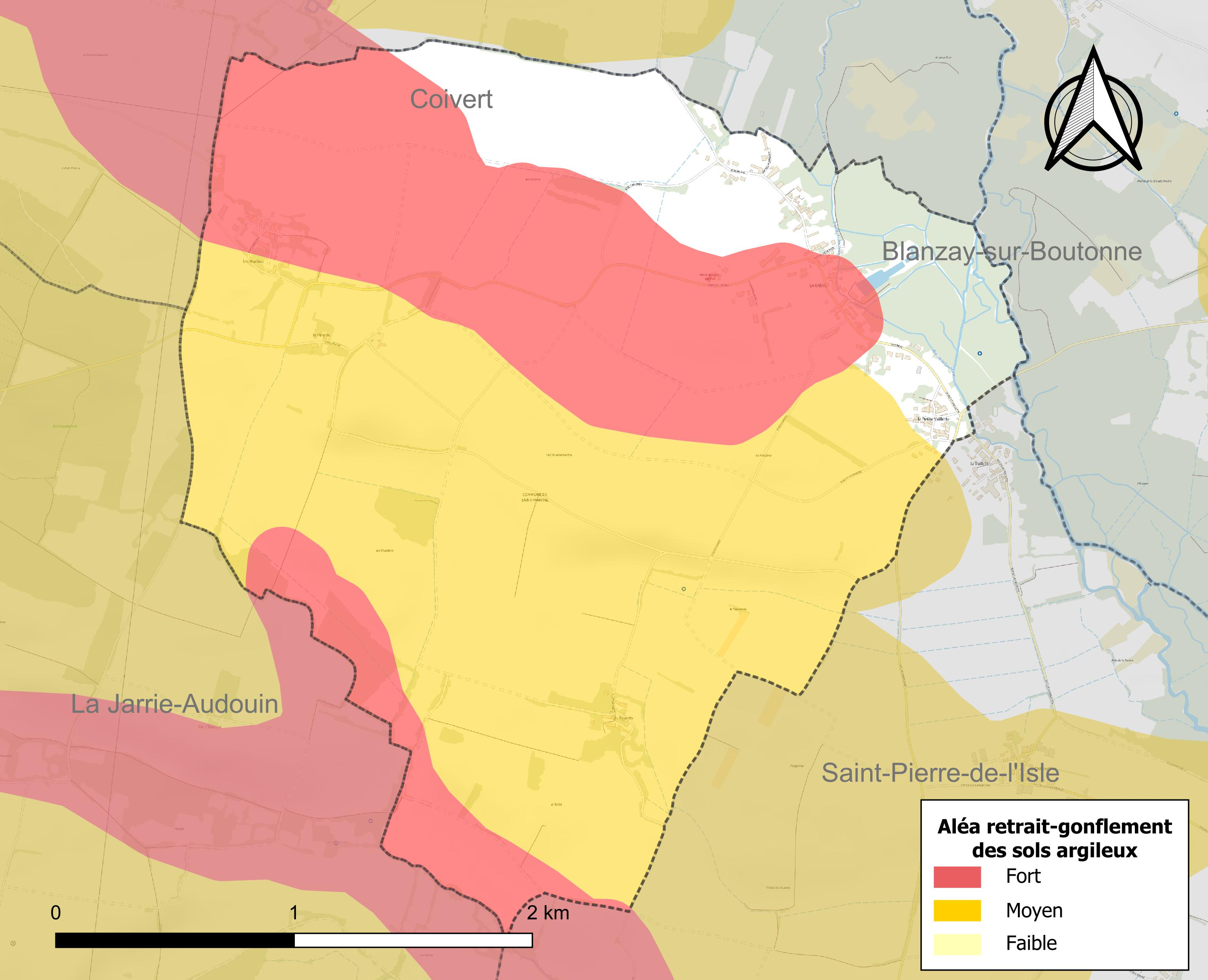
Carte des zones d'aléa retrait-gonflement des sols argileux de Saint-Martial.

Les mouvements de terrains susceptibles de se produire sur la commune sont des tassements différentiels.
Le retrait-gonflement des sols argileux est susceptible d'engendrer des dommages importants aux bâtiments en cas d’alternance de périodes de sécheresse et de pluie. 84 % de la superficie communale est en aléa moyen ou fort (54,2 % au niveau départemental et 48,5 % au niveau national). Sur les 81 bâtiments dénombrés sur la commune en 2019,  42 sont en aléa moyen ou fort, soit 52 %, à comparer aux 57 % au niveau départemental et 54 % au niveau national. Une cartographie de l'exposition du territoire national au retrait gonflement des sols argileux est disponible sur le site du BRGM,.
Par ailleurs, afin de mieux appréhender le risque d’affaissement de terrain, l'inventaire national des cavités souterraines permet de localiser celles situées sur la commune.
Concernant les mouvements de terrains, la commune a été reconnue en état de catastrophe naturelle au titre des dommages causés par des mouvements de terrain en 1999 et 2010.

#### Risques technologiques
Le risque de transport de matières dangereuses sur la commune est lié à sa traversée par une ou des infrastructures routières ou ferroviaires importantes ou la présence d'une canalisation de transport d'hydrocarbures. Un accident se produisant sur de telles infrastructures est susceptible d’avoir des effets graves sur les biens, les personnes ou l'environnement, selon la nature du matériau transporté. Des dispositions d’urbanisme peuvent être préconisées en conséquence.

## Toponymie
Le nom de la commune provient de Martial de Limoges, à qui la paroisse avait été dédiée.

## Histoire
La commune de Saint-Martial ne fut pas épargnée par la guerre de Cent Ans. Pendant ce conflit, l'église fut quasiment rasée.

## Administration

### Liste des maires

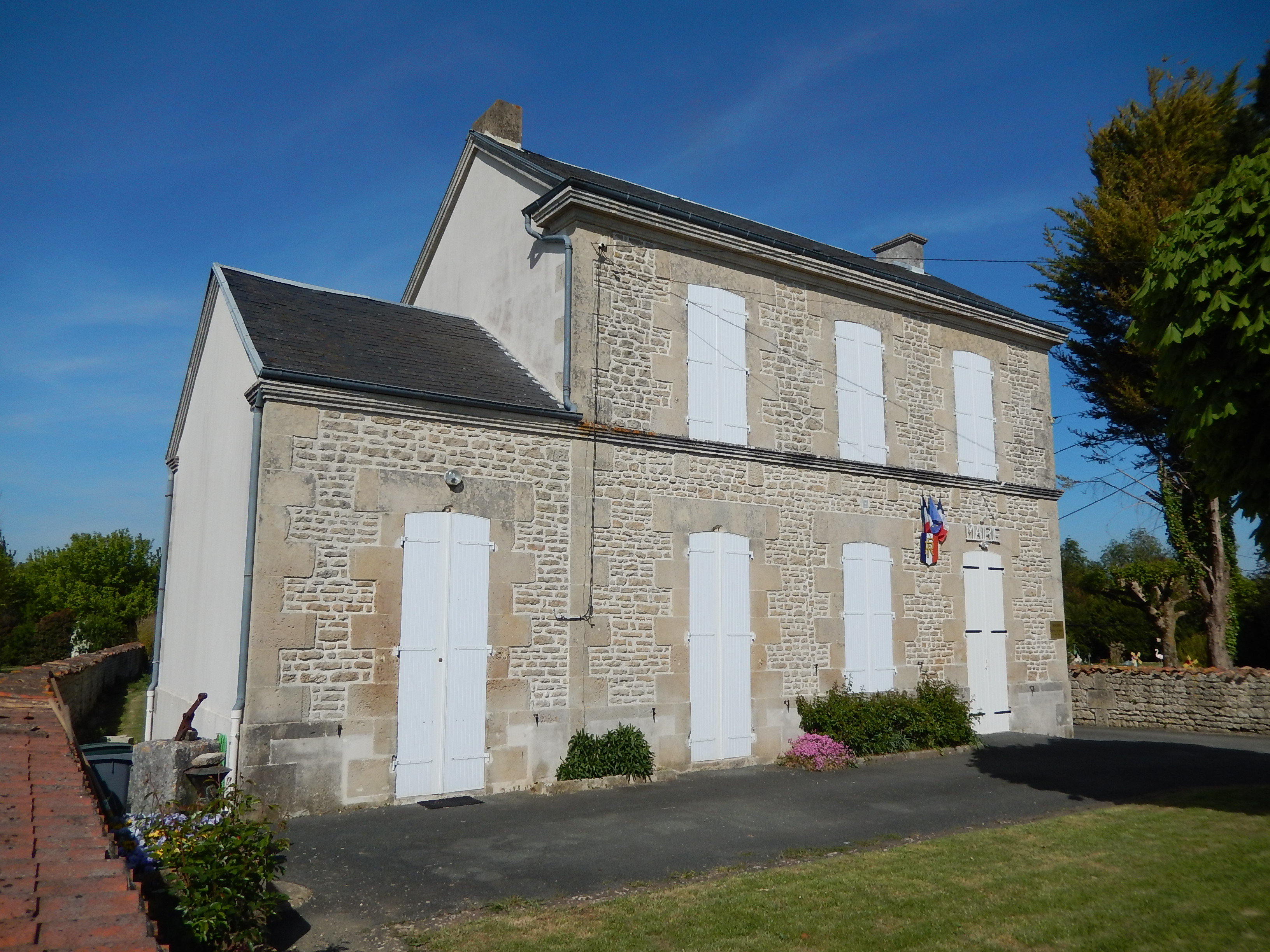
La mairie de Saint-Martial.

| Période                                  | Période  | Identité             | Étiquette | Qualité        |
| ---------------------------------------- | -------- | -------------------- | --------- | -------------- |
| 2001                                     | 2020     | Marie-Isabelle Hugon | DVD       | Retraitée      |
| 2020                                     | En cours | Francis Guay         |           | ancien ouvrier |
| Les données manquantes sont à compléter. |          |                      |           |                |

## Population et société

### Démographie

#### Évolution démographique
L'évolution du nombre d'habitants est connue à travers les recensements de la population effectués dans la commune depuis 1793. Pour les communes de moins de 10 000 habitants, une enquête de recensement portant sur toute la population est réalisée tous les cinq ans, les populations de référence des années intermédiaires étant quant à elles estimées par interpolation ou extrapolation. Pour la commune, le premier recensement exhaustif entrant dans le cadre du nouveau dispositif a été réalisé en 2005.

En 2022, la commune comptait 110 habitants, en évolution de −7,56 % par rapport à 2016 (Charente-Maritime : +4,04 %, France hors Mayotte : +2,11 %).
| 1793 | 1800 | 1806 | 1821 | 1831 | 1836 | 1841 | 1846 | 1851 |
| ---- | ---- | ---- | ---- | ---- | ---- | ---- | ---- | ---- |
| 167  | 156  | 175  | 255  | 307  | 312  | 325  | 322  | 306  |

| 1856 | 1861 | 1866 | 1872 | 1876 | 1881 | 1886 | 1891 | 1896 |
| ---- | ---- | ---- | ---- | ---- | ---- | ---- | ---- | ---- |
| 335  | 340  | 324  | 273  | 282  | 263  | 251  | 226  | 224  |

| 1901 | 1906 | 1911 | 1921 | 1926 | 1931 | 1936 | 1946 | 1954 |
| ---- | ---- | ---- | ---- | ---- | ---- | ---- | ---- | ---- |
| 239  | 232  | 226  | 191  | 192  | 181  | 172  | 162  | 157  |

| 1962 | 1968 | 1975 | 1982 | 1990 | 1999 | 2005 | 2006 | 2010 |
| ---- | ---- | ---- | ---- | ---- | ---- | ---- | ---- | ---- |
| 154  | 163  | 138  | 128  | 112  | 120  | 119  | 119  | 124  |

| 2015 | 2020 | 2022 | - | - | - | - | - | - |
| ---- | ---- | ---- | - | - | - | - | - | - |
| 120  | 112  | 110  | - | - | - | - | - | - |

## Lieux et monuments

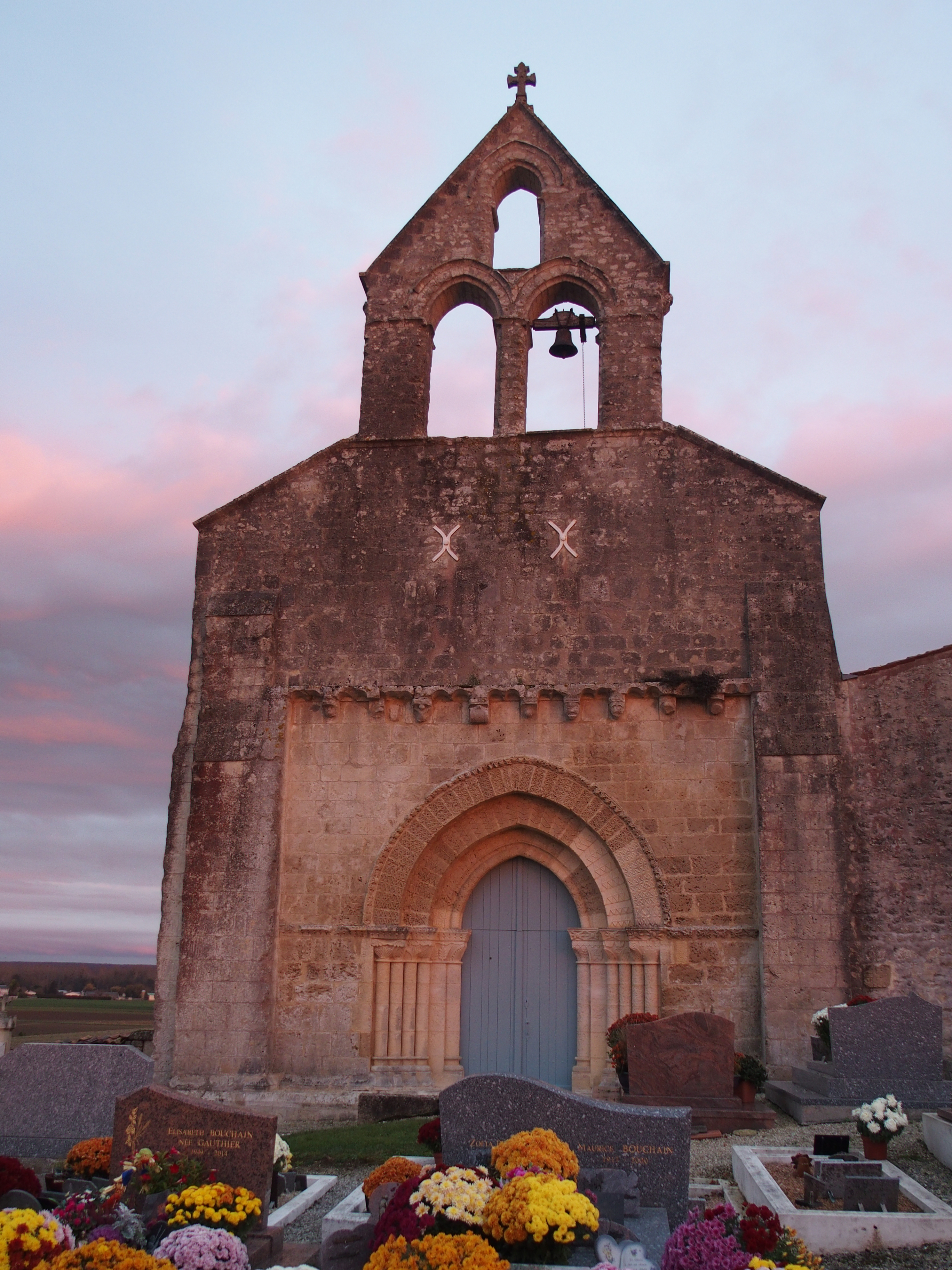
La façade ouest de l'église.
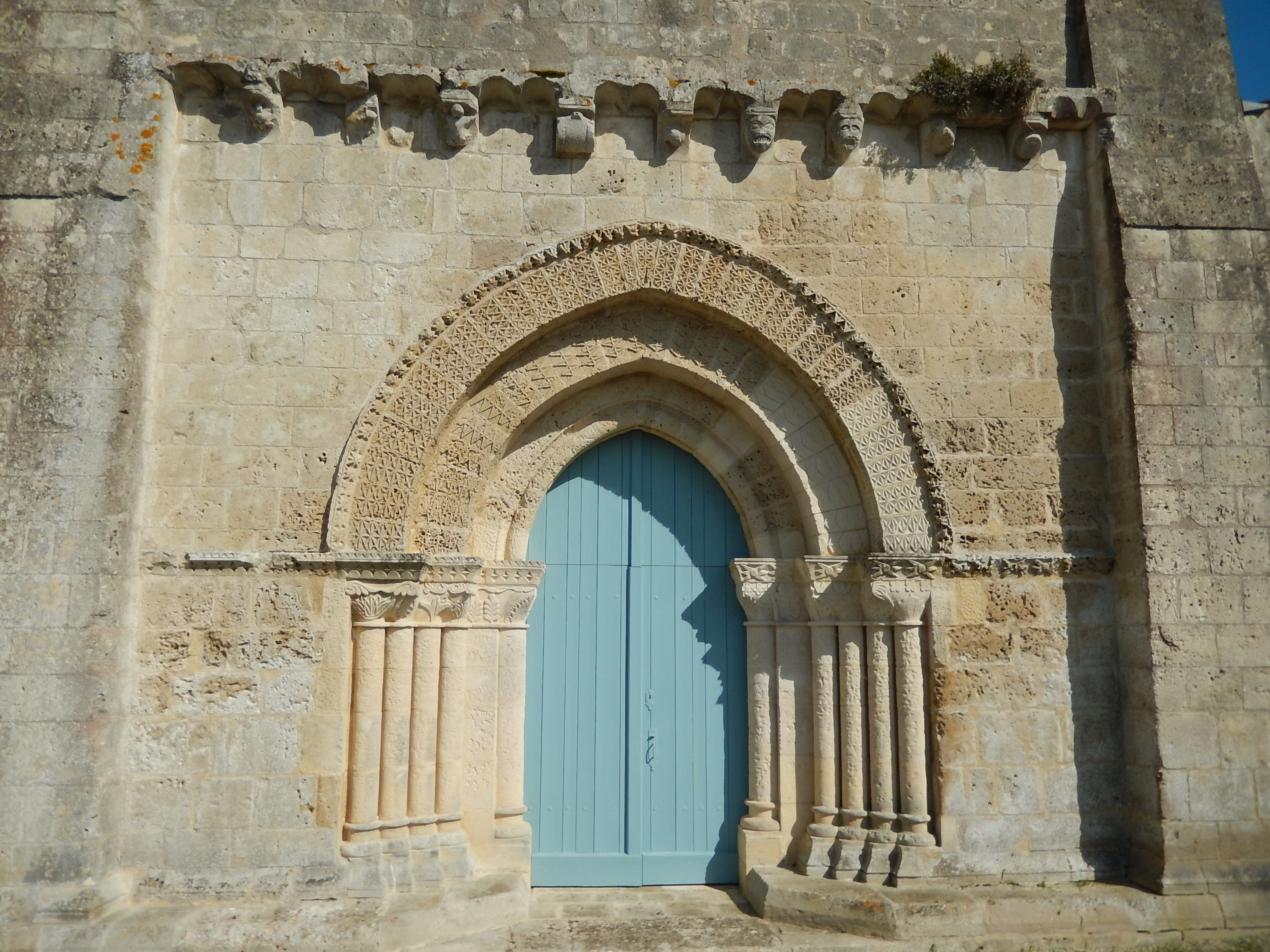
Le portail de l'église.
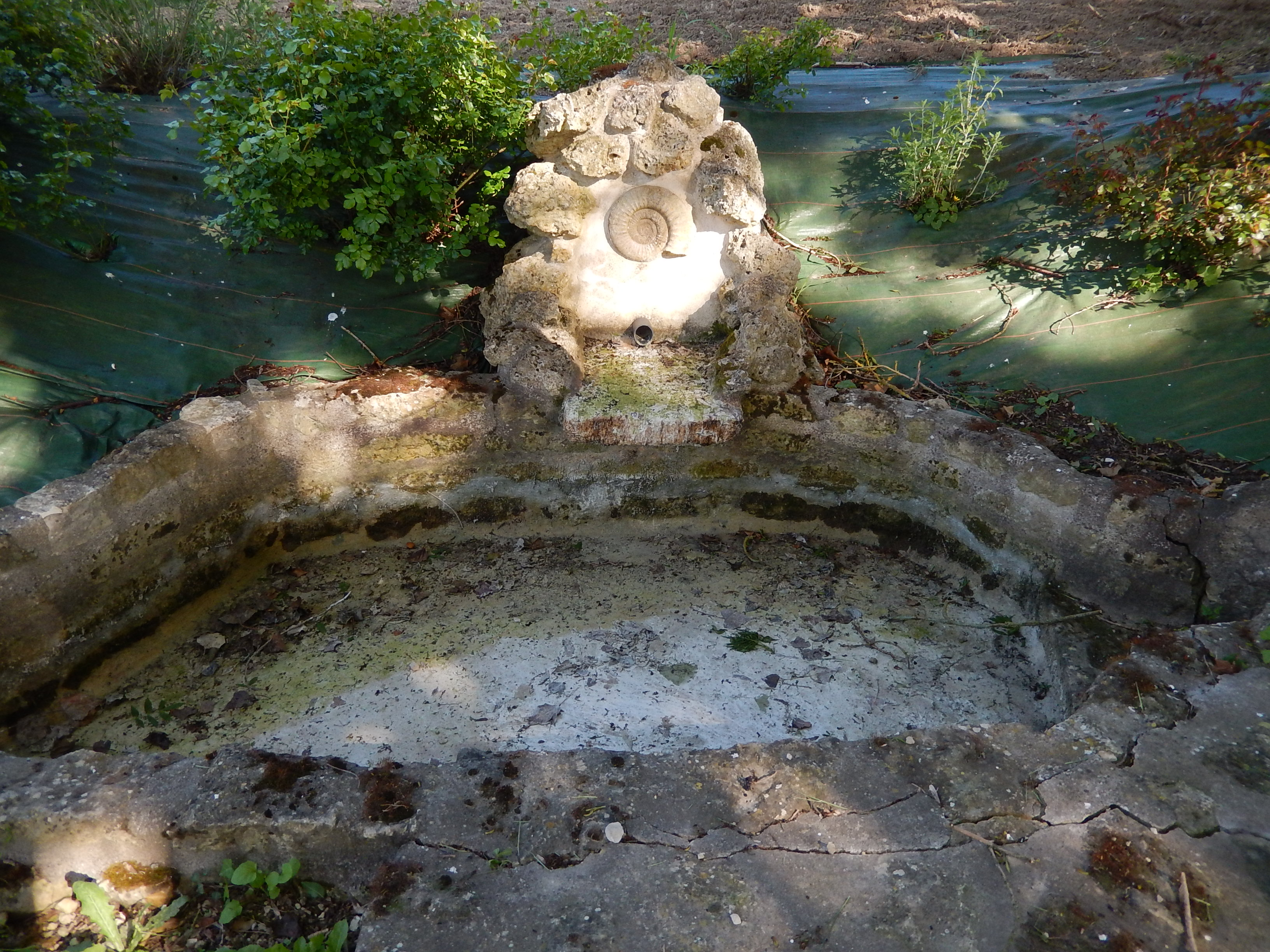
Un bassin d'une fontaine située aux Martins.

- Église Saint-Martial : citée en 1028 par sa vente à l'abbaye de Saint-Jean-d'Angély par une certaine Alearde, elle fait partie du « blanc manteau d'églises » évoqué au XIe siècle par Raoul Glaber, l'Europe, après les angoisses de l'an mil, se couvrant de nouveaux sanctuaires en pierres. La partie inférieure de la façade remonte sans doute aux XIe et XIIe siècles ; ouverte par un large portail aux motifs abstraits marqués par une évidente influence arabo-andalouse (mosquée de Cordoue), elle montre également une corniche ornée de modillons parfois savoureux, dont ceux évoquant les péchés : un bol pour la gourmandise, une femme aux jambes ouvertes pour la luxure. Portail restauré en 1992. À l'arrière a été remonté un Christ du XIe siècle très fruste sans doute encadré à l'origine par le Tétramorphe(?). Le reste de l'édifice est une reconstruction du XVIe siècle.
- Linteau sculpté : au-dessus de la porte d'une maison de la Grève, linteau en pierre sculptée et écussonnée du XVe siècle.
- Bel ensemble de maisons charentaises en pierre du XIXe siècle à la Vaillette et la Grève. À la Vaillette, sortie nord-ouest, une petite maison d'une pièce enfoncée de 20 cm dans le sol et aux murs épais semble remonter au XVIIe siècle. Des traces de dallages très anciens subsistent dans les dépendances.
- Fontaine située aux Martins, comportant un escargot sculpté en bas-relief.